# Candaule
Candaule, (pronuncia: Candàule; in greco antico: Κανδαύλης?), conosciuto anche come Mirsilo (Μυρσίλος) (fl. VIII secolo a.C.), è stato il venticinquesimo re di Lidia, il ventiduesimo e ultimo della dinastia eraclide.
Successore di Mirso, regnò tra il 733 e il 716 a.C.
Molte versioni riguardanti la fine degli Eraclidi e l'inizio della dinastia mermnade sono state riportate da diversi scrittori attraverso storie dai toni prevalentemente mitici. La versione più antica, riportata da Erodoto nel V secolo a.C., vuole Candaule tradito e fatto uccidere dalla moglie.

## Candaule e Gige secondo Erodoto

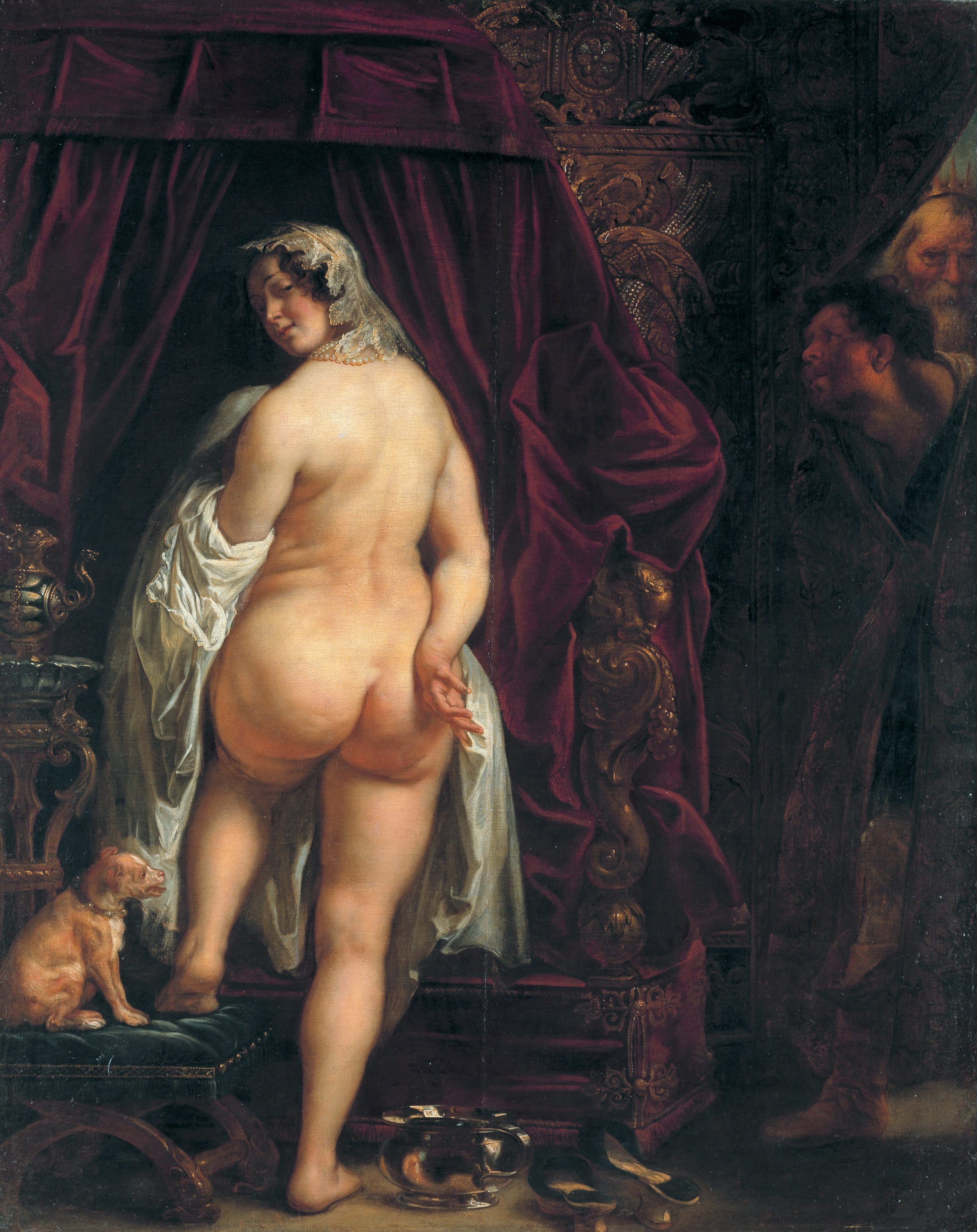
Re Candaule mostra sua moglie a Gige, quadro dipinto da Jacob Jordaens (1646, Stoccolma, Nationalmuseum).

Secondo le Storie di Erodoto, Candaule si vantò dell'incredibile bellezza della moglie con Gige, la guardia del corpo che maggiormente prediligeva. Disse: «Gige, mi sembra che tu non mi creda quando ti parlo della bellezza di mia moglie; per gli uomini, infatti, le orecchie sono più infide degli occhi; fa dunque in modo di vederla nuda». Gige rifiutò, non volendo disonorare la regina vedendola nuda; temeva però anche quel che il re avrebbe potuto fargli se non avesse accettato.
Dato che Candaule insisteva, Gige non aveva altra scelta che obbedire; Candaule espose dettagliatamente un piano in base al quale Gige avrebbe dovuto nascondersi dietro una porta della camera da letto regale per vedere la regina spogliarsi prima di andare a dormire. Gige si sarebbe poi allontanato dalla stanza quando la regina gli avrebbe dato le spalle. Quella notte, il piano venne realizzato; la regina però vide Gige allontanarsi dalla stanza e capì subito di esser stata tradita e offesa dal marito. Facendo finta di nulla, rimase zitta e cominciò a pianificare la vendetta.

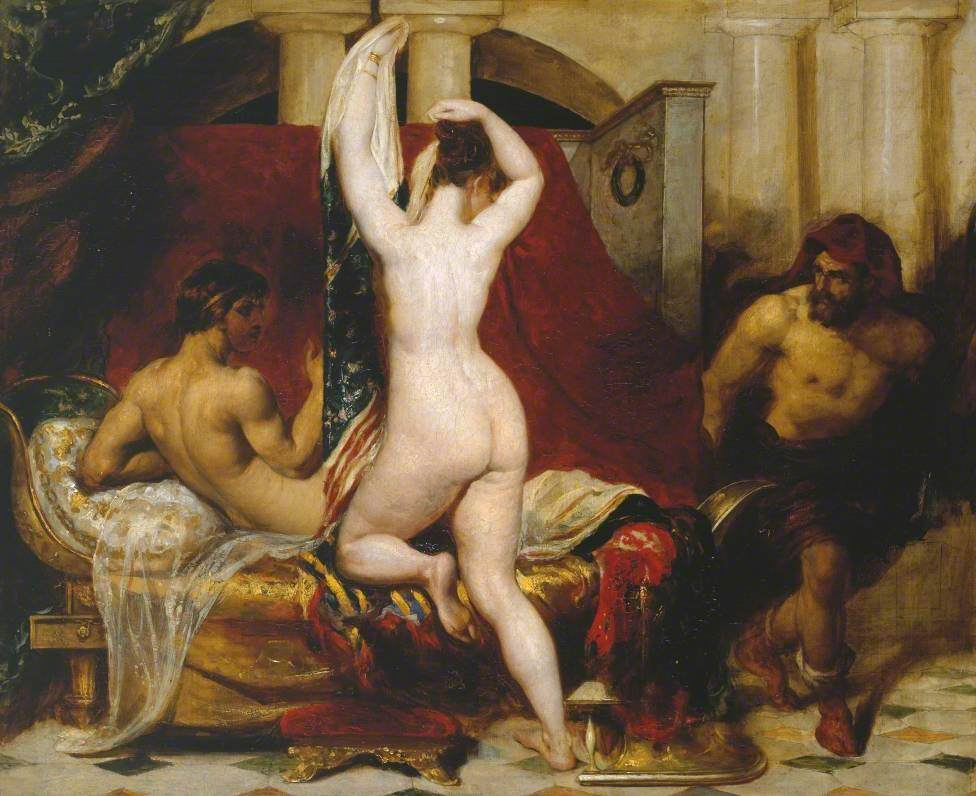
Gige osserva la regina ignuda col consorte re Candaule, dipinto da William Etty (1830; Londra, Tate).

Il giorno seguente la regina convocò Gige nella sua stanza. Come dice Erodoto, «credendo che ella non sapesse nulla di quanto era accaduto, venne al richiamo; era solito presentarsi anche prima, quando la regina lo chiamava». Appena arrivò, gli disse: «Delle due strade che ora ti si presentano, ti do la scelta, Gige, di prendere quella che vuoi: o uccidi Candaule e hai me e il regno di Lidia; oppure devi morire subito, perché tu, per il futuro obbedendo in tutto a Candaule, non veda ciò che non devi. In vero, deve morire l'autore di questa trama o tu, che mi hai contemplato nuda e hai fatto cose non lecite».
Gige pregò la regina di non costringerlo a tale scelta; dato che restava ferma nella propria decisione, Gige scelse di tradire il re per sopravvivere. La regina decise di uccidere Candaule nello stesso luogo nel quale aveva subìto l'offesa; Gige, con un coltello datogli dalla regina, si nascose dietro una porta della camera da letto regale e uccise il re nel sonno. Gige sposò quindi la regina e divenne re di Lidia, il primo della dinastia dei Mermnadi.

## Curiosità
- È da Candaule che deriva il nome di candaulesimo, dato alla pratica sessuale di esporre le nudità del partner.
- Una versione della vicenda di Candaule e Gige è narrata da Mario Vargas Llosa in Elogio della matrigna.
- La vicenda è rievocata (ed è implicitamente il termine di paragone della storia d'amore) nel film Il paziente inglese.